# Oedibasis
- Commons
- Wikispecies

Oedibasis é um género botânico pertencente à família Apiaceae.
1. ↑  «Oedibasis — World Flora Online». www.worldfloraonline.org. Consultado em 19 de agosto de 2020